# Hermann Becker (Bildhauer)

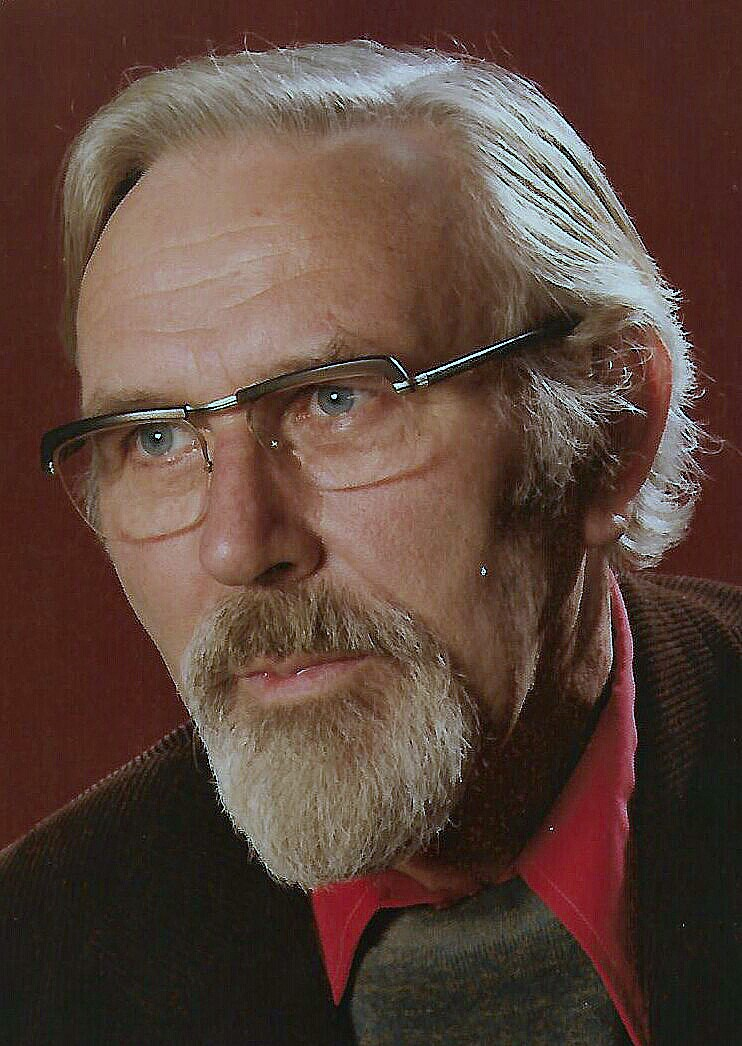
Hermann Becker

Hermann Becker (* 25. April 1919 in Lübeck; † 15. November 1981 in Meppen) war ein deutscher Bildhauer und Maler.

## Leben
Hermann Becker wurde als drittes Kind der Musikerfamilie Becker in Lübeck geboren. Nach Abschluss der Volksschule in Berlin-Lichterfelde folgten Schulaufenthalte am Gymnasium in Berlin-Lankwitz und am Luisengymnasium Moabit. 1932 wurde Hermann Becker auf Vermittlung seiner Taufpatin, Therese Neumann, nach Jerusalem geschickt. In der Dormitio-Abtei Jerusalem absolvierte er die Klassen Untertertia bis Oberprima. In den Jahren 1932 bis 1936 absolvierte Hermann Becker 8 Semester Latein, Griechisch, Arabisch und Englisch. 1936 kehrte er nach Deutschland zurück. Nach einem Vorbereitungsjahr in einer Berliner Privatschule versuchte Becker, an einem staatlichen Gymnasium das deutsche Abitur nachzumachen, wurde aber aus politischen Gründen (Vater und Schwester wurden verhaftet) nicht zugelassen. Zeugnisse, die wegen der Landesvorschrift auch in Hebräisch abgefasst waren, schlossen ein ordentliches Studium an einer deutschen Kunsthochschule aus.
Becker studierte zunächst als Privatschüler bei Ralph Weiß an der Berliner Kunstgewerbeschule, dann an der Kunsthochschule bei Tanck und in der Koch Zeuthen Bildhauerei. Eine Denunziation hatte zur Folge, dass er in der Goldschmiedeklasse Professor Zeitners 1938 von der Schule verwiesen wurde. Ein erneuter Versuch, über die private Debschnitzschule in München als Hospitant zum Studium an der Kunsthochschule zugelassen zu werden, hatte Erfolg. Becker wurde Privatschüler der Bildhauerin M. L. Wilkens und erfuhr eine Förderung durch den Kirchenmaler Gebhard Fuge. Nachdem Becker nach zwei Semestern zum Heeresdienst einberufen worden war, gelang es ihm, erstmals ohne Vorlage von Zeugnissen als ordentlicher Schüler an der Berliner Kunsthochschule zu arbeiten. Hier gehörte er erneut bei Professor Tanck der Bildhauerei und Anatomieklasse an. Doch dann musste er in den Krieg.
1947 wurde Becker aus englischer Gefangenschaft entlassen und kehrte nach Deutschland zurück. Auf Grund seiner Eheschließung zog er nach Meppen ins Emsland. Hier wirkte und arbeitete er bis zu seinem Tod am 25. November 1981.

## Werke (Auswahl)
In den Jahren 1947 bis 1981 schuf Hermann Becker eine Vielzahl von Reliefs, Pietàs, Kreuzen und Büsten. Seine Arbeiten waren überwiegend religiöse Motive.  Weitere Arbeiten sind Brückenreliefs an der Niedersachsenbrücke zwischen Geeste und Dalum sowie Arbeiten an der Hasebrücke in Haselünne. Neben der Bildhauerei war Becker auch als Maler tätig. Arbeiten in Aquarell und Tusche befinden sich heute überwiegend in Privatbesitz.

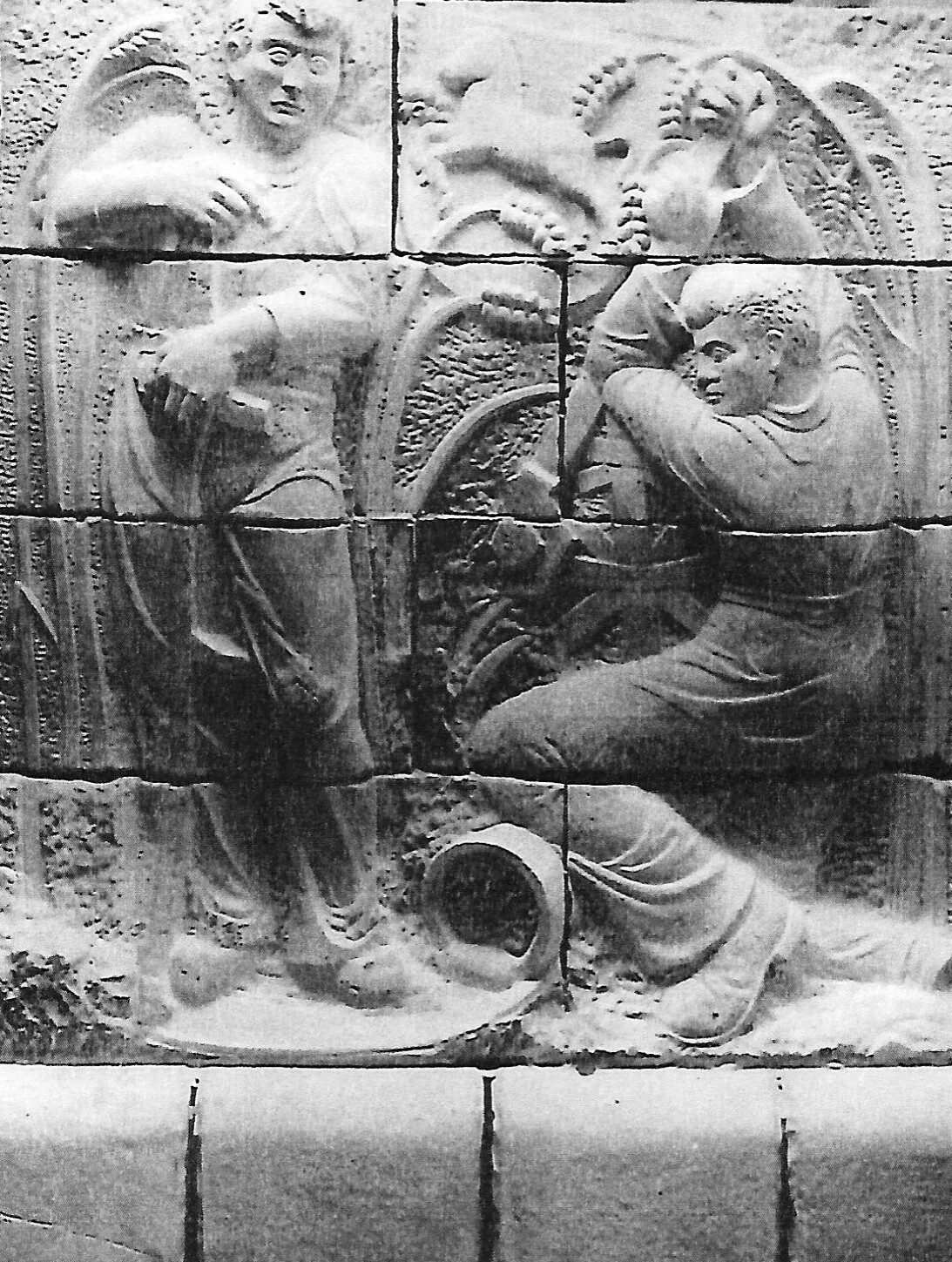
Steinrelief für die Niedersachsenbrücke
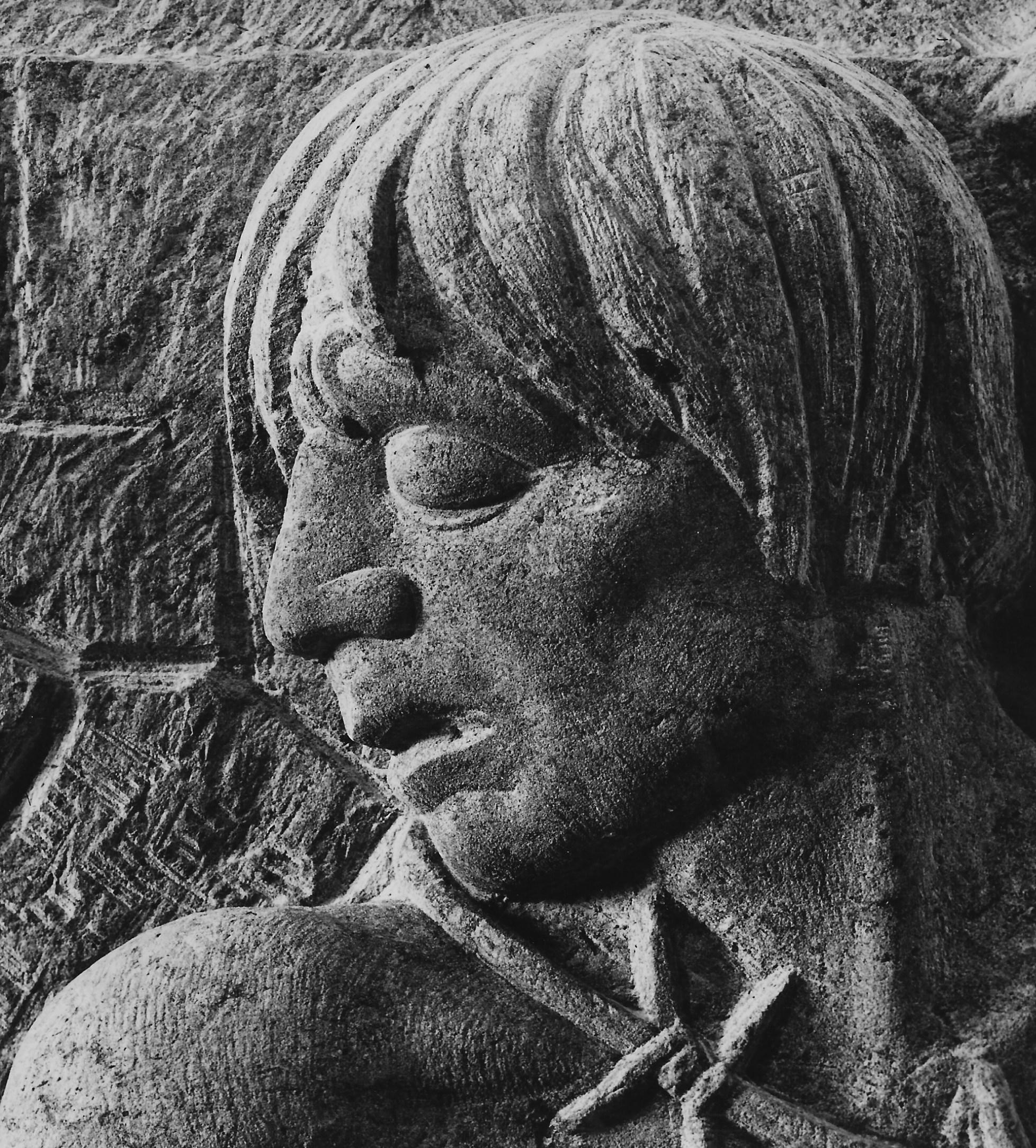
An der Hasebrücke in Haselünne wurden 1954 vier Reliefs angebracht
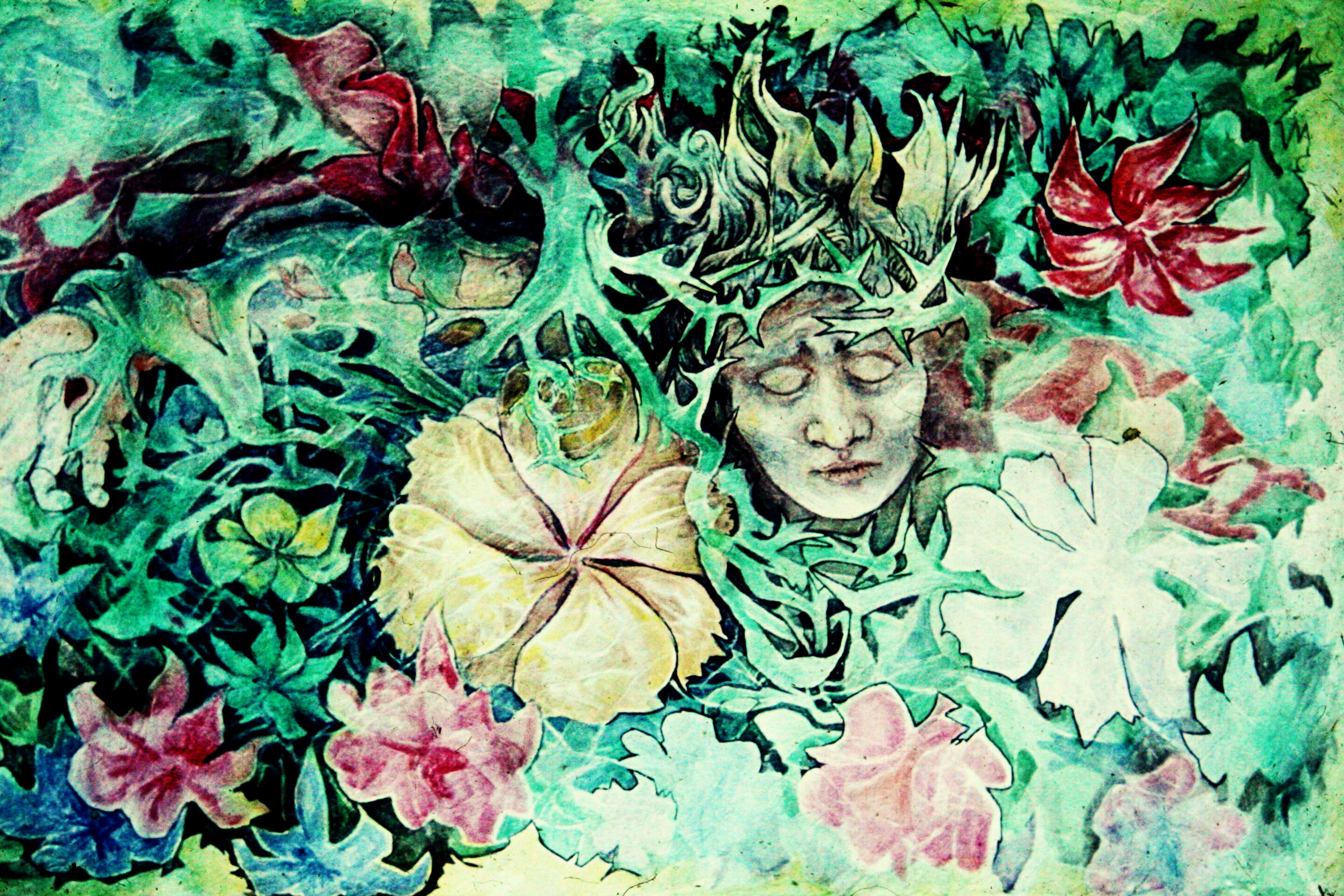
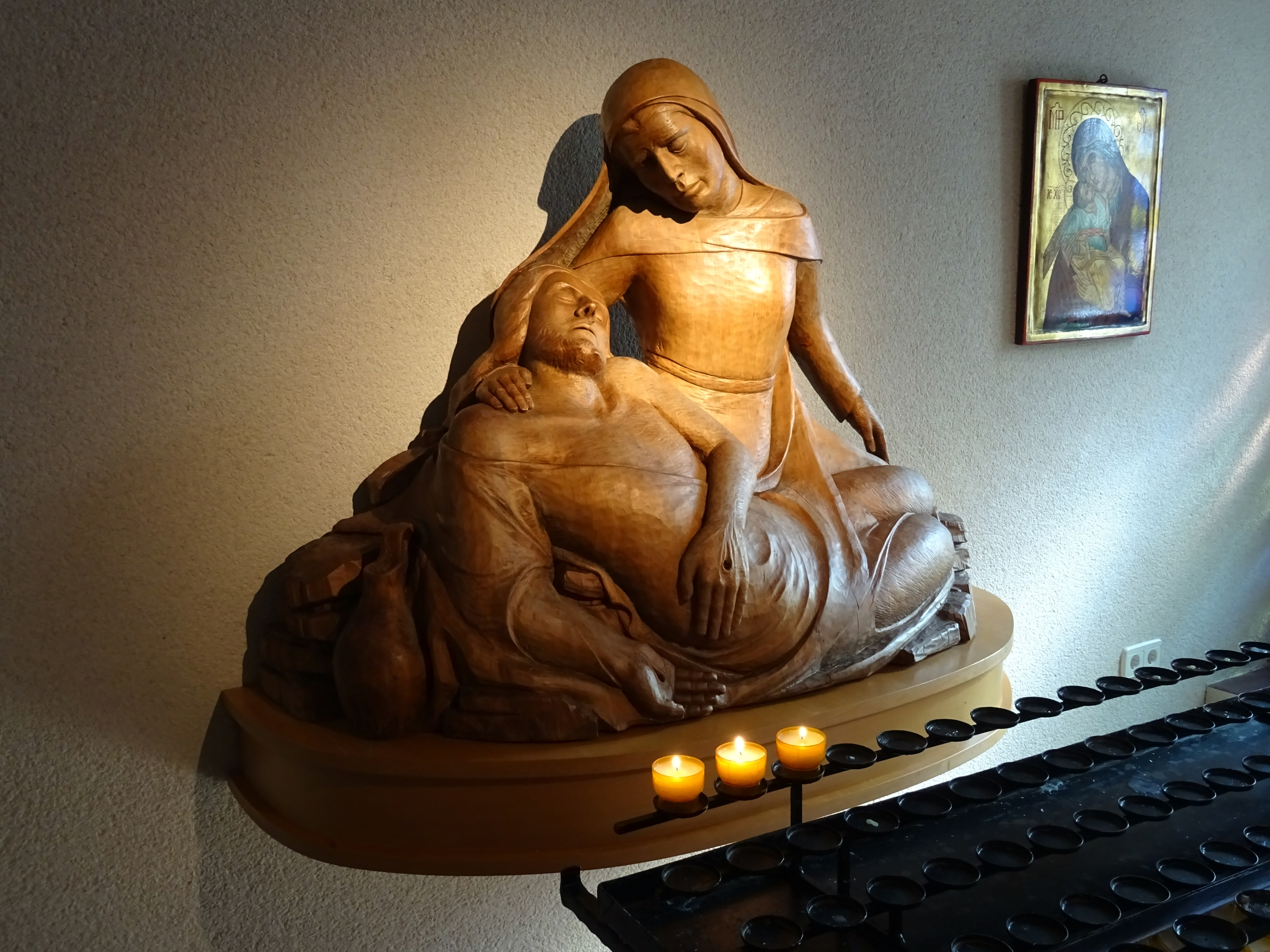
Pieta für die Kirche St. Maria zum Frieden (Meppen)

## Schriften (Auswahl)
- Als Junge im Heiligen Land. 2019  (Taschenbuch).
- Tagebuchaufzeichnungen Hermann Becker: Rückzug durch Italien  (Taschenbuch)
- Erika Becker: Geliebt – gesucht – gefunden. Therese Neumann begleitet Wahrheitssucher. 2. Auflage. Naumann, Würzburg 1996, ISBN 3-88567-068-2 (Beckers Schwester Erika berichtet über die Begegnung der Familie Becker mit Therese von Konnersreuth).